# John Holland (acteur, 1899-1971)
Pour les articles homonymes, voir John Holland et Holland.
John Holland, de son vrai nom James B. Holland, est un acteur américain né le 11 juin 1899 à Kenosha (Wisconsin) et mort le 2 septembre 1971 à Laguna Beach (Californie).

## Filmographie
- 1929 : Elle s'en va-t-en guerre (She Goes to War) de Henry King : Tom Pike
- 1929 : Black Magic de George B. Seitz : John Ormsby
- 1929 : The College Coquette de George Archainbaud : Harvey Porter
- 1930 : Sous le ciel des tropiques (Hell Harbor) de Henry King : Bob Wade
- 1930 : Ladies Must Play de Raymond Cannon : Geoffrey
- 1930 : Guilty? de George B. Seitz : Bob Lee
- 1930 : The Eyes of the World de Henry King : Aaron King
- 1931 : The Lady from Nowhere de Richard Thorpe : John Conroy
- 1931 : Morals for Women de Mort Blumenstock : Paul Cooper
- 1931 : Defenders of the Law de Joseph Levering : Phil Terry, alias Joe Velet
- 1931 : Ladies' Man de Lothar Mendes : Peyton Walden
- 1931 : Grief Street de Richard Thorpe : Jim Ryan
- 1932 : The Silver Lining de Alan Crosland : Tommy